# Élisabeth Borne
Élisabeth Borne (AFI: elizabɛt bɔʁn; Parigi, 18 aprile 1961) è una politica francese, primo ministro della Francia dal 16 maggio 2022 al 9 gennaio 2024.
A lungo vicina al Partito socialista, ha votato per Emmanuel Macron alle elezioni presidenziali del 2017, poi si è unita a La République en marche. Nel 2020 è entrata a far parte del partito Territoires de progrès.
L'8 gennaio 2024 ha rassegnato le dimissioni dalla carica di primo ministro, ufficializzate con la nomina di Gabriel Attal come suo sostituto il giorno successivo.

## Biografia
Élisabeth Borne è nata nell'aprile 1961 nel 15º arrondissement di Parigi dal matrimonio di Joseph Borne e Marguerite Lescene. Suo padre, nato Bornstein, ebreo belga di origine russa resistente durante la seconda guerra mondiale, e sua madre, normanna, gestivano un laboratorio farmaceutico. Ha studiato all'École Polytechniquee e si è laureata in ingegneria civile presso l'École Nationale des Ponts et Chaussées nel 1986. Nello stesso anno ha iniziato il Master of Business Administration (MBA), conseguito l'anno successivo, presso il Collège des Ingénieurs.
Ha iniziato la sua carriera nel 1987, quando è entrata a far parte del Ministero delle Attrezzature, prima di lavorare per la Direzione Regionale delle Attrezzature dell'Île-de-France nel 1989. Il 30 giugno di tale anno si è sposata con Olivier Allix, un accademico; da tale matrimonio è nato un figlio. In seguito la coppia ha divorziato. Nei primi anni 1990, è diventata consulente del Ministero dell'Educazione Nazionale di Lionel Jospin e poi di Jack Lang. Prefetto della regione Poitou-Charentes dal 2013 al 2014, fu anche presidente della Régie autonome des transports parisiens (RATP) dal 2015 al 2017. Con la sua nomina a premier, è la seconda donna a rivestire questo ruolo, trent'anni dopo Edith Cresson.
Dal 17 maggio 2017 al 16 luglio 2019 occupò la carica di ministra dei trasporti sotto il governo Édouard Philippe; dal 16 luglio 2019 al 6 luglio 2020 ricoprì la carica di ministra della transizione ecologica e solidale sempre nel governo di Édouard Philippe; infine, dal 6 luglio 2020 al 16 maggio 2022, occupò la carica di ministra del lavoro nel governo di Jean Castex. In seguito alle elezioni legislative in Francia del 2022, la coalizione centrista Ensemble che sosteneva il presidente della Repubblica francese Emmanuel Macron non riuscì ad ottenere la maggioranza assoluta (fermandosi a 245 seggi, mentre ne sarebbero serviti 289 per ottenere la maggioranza assoluta). Borne decise pertanto di rassegnare le dimissioni da premier, respinte dal presidente Macron. In un discorso ella affermò che una situazione simile non si era mai verificata in tutta la Quinta Repubblica francese.
L'11 luglio 2022 una mozione di sfiducia del suo governo è stata presentata da NUPES e successivamente respinta a causa dell'astensione delle forze di opposizione di destra.

### Riforma delle pensioni

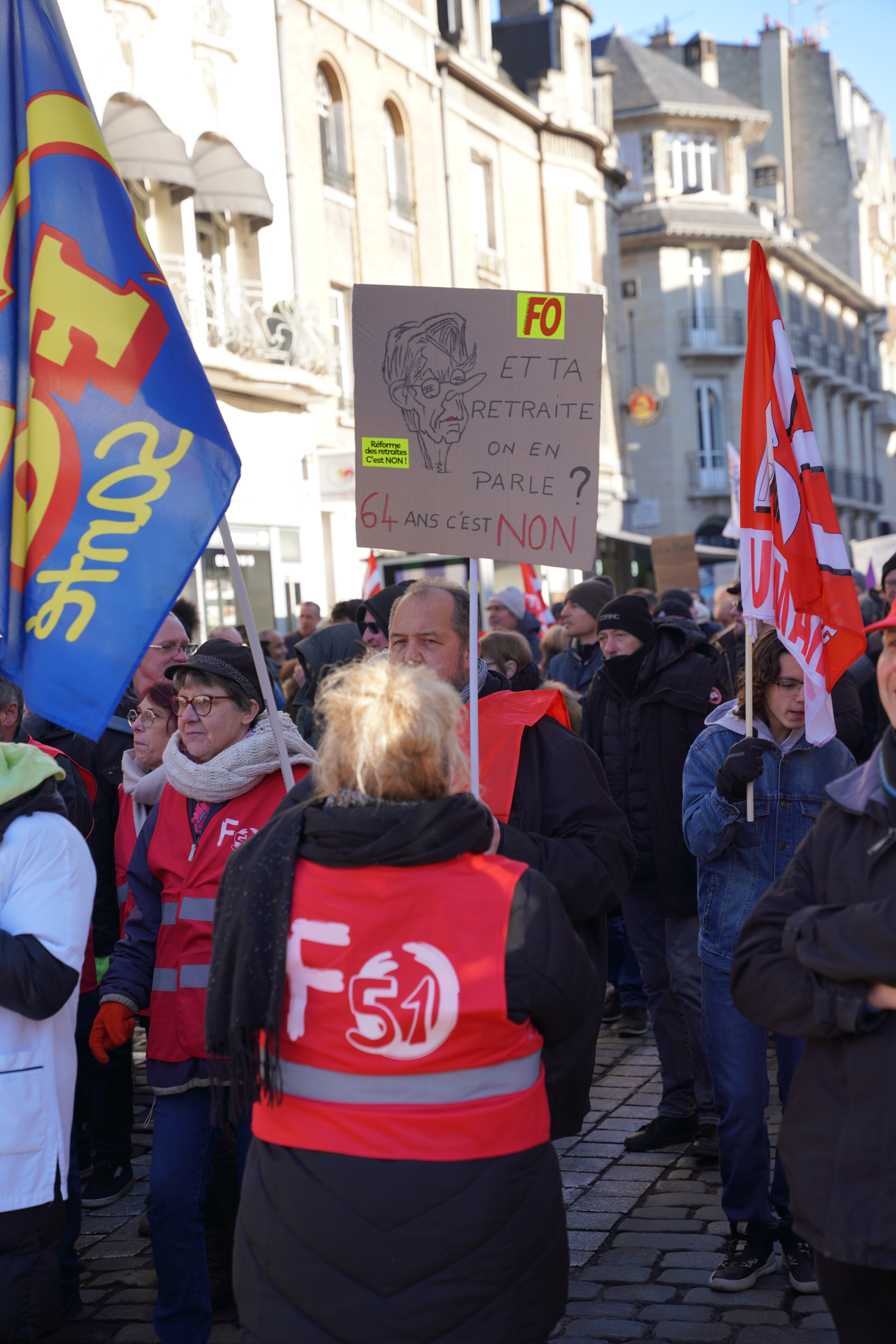
Accusata durante una manifestazione di protesta contro il progetto di riforma delle pensioni in Francia nel 2023

Il 23 gennaio 2023 il governo ha adottato la riforma delle pensioni in Consiglio dei ministri, mostrando la sua "determinazione" ad andare fino in fondo senza "rinunciare" al rinvio dell'età pensionabile.. Élisabeth Borne ha risposto alle domande dei giornalisti durante i suoi auguri di Capodanno alla stampa, senza mai mettere in dubbio i meriti della riforma. Franck Riester, ministro incaricato dei Rapporti con il Parlamento, afferma che le donne sono "un po' penalizzate dallo slittamento dell'età legale, su questo non siamo assolutamente in disaccordo".
Il 29 gennaio 2023, in un'intervista a France Info, ha ribadito che l'età pensionabile di 64 anni "non è più negoziabile". Dichiara che non chiude la porta a una discussione sulla questione dell'uso dei locali di maternità e di assistenza all'infanzia per le donne che hanno avuto figli.. Il progetto era stato oggetto di una trattativa preliminare prima di presentare la legge e concluso con un accordo con i presidenti dei due gruppi parlamentari LR, Olivier Marleix all'Assemblea nazionale e Bruno Retailleau al Senato: sono state accolte le richieste di LR di innalzare l'età minima di pensionamento a 64 anni, votata ogni anno dal Senato con una maggioranza di destra, piuttosto che i 65 anni proposti da Emmanuel Macron nella sua campagna presidenziale del 2022..
Il 2 febbraio 2023, intervistata da Caroline Roux su France 2, ha affermato che la riforma è protettiva per le donne, invocando un'inversione del periodo contributivo tra uomini e donne e sottolineando che il meccanismo volto a migliorare le pensioni di modesta entità riguarderà principalmente le donne.
Il 16 marzo 2023, di fronte all'incertezza sulla possibilità di mettere ai voti la riforma a causa del gruppo Les Républicains diviso, si è avvalsa dell'articolo 49, paragrafo 3, della Costituzione per far approvare il progetto di legge senza votazione. In risposta, il gruppo LIOT ("Groupe Libertés, indépendants, outre-mer et territoires") ha presentato una mozione di censura trasversale contro il governo. Quella stessa sera, scoppiarono disordini nell'8º arrondissement di Parigi, così come intorno a Place de la Concorde. Violenti scontri tra manifestanti e polizia antisommossa si sono verificati anche in diverse grandi città della Francia, tra cui Rennes, Bordeaux, Nantes e Lione. La mozione di censura trasversale è stata respinta il 20 marzo, con 278 voti a favore sui 287 necessari per rovesciare il governo. Ancora una volta, scene di disordini si sono verificate la sera stessa in diverse città della Francia, tra cui Parigi, dove 171 persone sono state arrestate dalla polizia..

### Dimissioni
Ha presentato le sue dimissioni l'8 gennaio 2024 a Emmanuel Macron, che le ha accettate. Nella sua lettera di dimissioni ha lasciato intendere che avrebbe lasciato la sua posizione su richiesta del presidente. Le sue dimissioni sono state ufficializzate con decreto del 9 gennaio 2024. Gabriel Attal è stato scelto il 9 gennaio da Macron per subentrare all'incarico. Il 10 febbraio 2024, un mese dopo aver lasciato Matignon, si è insediata ufficialmente come membro dell'Assemblea Nazionale, per la sesta circoscrizione del Calvados, esercitando di fatto il suo primo mandato elettorale. Si è poi riunita al partito Territoires de progrès, che aveva lasciato nel 2022. Nel 2024 entra a far parte di Sistemic, movimento volto ad aumentare la presenza delle donne nella scienza e nella tecnologia, di cui ha il ruolo di portavoce.